# Zakazane imperium
Zakazane imperium (ang. Boardwalk Empire) – serial telewizyjny produkcji amerykańskiej, emitowany w telewizji HBO. Akcja serialu osadzona jest w Atlantic City w okresie prohibicji. Scenariusz został napisany przez laureata nagrody Emmy Terence'a Wintera na podstawie książki Nelsona Johnsona Boardwalk Empire: The Birth, High Times, and Corruption of Atlantic City. Główną rolę gra Steve Buscemi. Pilot serialu, wyreżyserowany przez Martina Scorsese, miał premierę 19 września 2010 roku. Wyemitowano łącznie pięć serii Zakazanego imperium.

## Opis fabuły
Fabuła serialu koncentruje się na postaci Enocha Nucky'ego Thompsona, (opartej na historycznym Enochu L. Johnsonie), polityka, który kontrolował miasto Atlantic City w czasach prohibicji, w latach dwudziestych i trzydziestych XX wieku. Nucky spotyka wiele historycznych postaci tamtych czasów, wśród nich gangsterów, polityków i agentów federalnych. Ci ostatni interesują się częstym procederem przemytu alkoholu oraz innymi nielegalnymi działaniami w Atlantic City, a także samą osobą Nucky'ego, którego bogaty i wystawny tryb życia nie do końca pasuje do roli lokalnego polityka.

## Obsada
Główna obsada
- Steve Buscemi jako Enoch „Nucky” Thompson (sezon 1–5)
- Michael Pitt jako James „Jimmy” Darmody (sezon 1–2)
- Kelly Macdonald jako Margaret Schroeder (sezon 1–5)
- Michael Shannon jako Nelson Van Alden (sezon 1–5)
- Shea Whigham jako Elias „Eli” Thompson, brat Nucky’ego (sezon 1–5)
- Aleksa Palladino jako Angela Darmody (sezon 1–2)
- Michael Stuhlbarg jako Arnold Rothstein (sezon 1–4)
- Stephen Graham jako Al Capone (sezon 1–5)
- Vincent Piazza jako Lucky Luciano (sezon 1–5)
- Paz de la Huerta jako Lucy Danziger (sezon 1–2)
- Michael Kenneth Williams jako Chalky White (sezon 1–5)
- Anthony Laciura jako Eddie Kessler (sezon 1–4)
- Paul Sparks jako „Mickey Doyle” Kozik (sezon 1–5)
- Dabney Coleman jako Louis Kaestner (sezon 1–2)
- Jack Huston jako Richard Harrow (rola drugoplanowa sezon 1, rola główna sezon 2–4)
- Gretchen Mol jako Gillian Darmody (rola drugoplanowa sezon 1, rola główna sezon 2–5)
- Charlie Cox jako Owen Sleater (rola drugoplanowa sezon 2, rola główna sezon 3)
- Bobby Cannavale jako Gyp Rosetti (sezon 3)
- Ron Livingston jako Roy Phillips (sezon 4)
- Jeffrey Wright jako Dr. Valentin Narcisse (sezon 4–5)
- Ben Rosenfield jako Willie Thompson (rola drugoplanowa sezon 4, rola główna sezon 5)

Role drugoplanowe
- Greg Antonacci jako Johnny Torrio (sezon 1–5)
- Anatol Yusef jako Meyer Lansky (sezon 1–5)
- Michael Zegen jako Bugsy Siegel (sezon 2–3, 5)
- Julianne Nicholson jako Esther Randolph (sezon 2–4)
- Brian Geraghty jako James Tolliver (sezon 4)
- Eric Ladin jako J. Edgar Hoover (sezon 4)
- James Cromwell jako Andrew Mellon (sezon 3–4)
- Edoardo Ballerini jako Ignatius D'Alessio (sezon 1)
- Ivo Nandi jako Joe Masseria (sezon 2–5)
- Kevin O'Rourke jako burmistrz Edward L. Bader (sezon 1–4)
- Erik LaRay Harvey jako Dunn Purnsley (sezon 2–4)
- Stephen Root jako Gaston Means (sezon 3–4)
- Dominic Chianese jako Leander Whitlock (sezon 2–4)
- Arron Shiver jako Dean O'Banion (sezon 3–4)
- Tracy Middendorf jako Babette (sezon 1–3)
- Patricia Arquette jako Sally Wheet (sezon 4–5)

## Odcinki
| Sezon | Sezon | Odcinki | Oryginalna emisja | Oryginalna emisja    | Oryginalna emisja | Oryginalna emisja | Oryginalna emisja |
| Sezon | Sezon | Odcinki | Premiera sezonu   | Finał sezonu         | Premiera sezonu   | Finał sezonu      |                   |
| ----- | ----- | ------- | ----------------- | -------------------- | ----------------- | ----------------- | ----------------- |
|       | 1     | 12      | 19 września 2010  | 5 grudnia 2010       | 10 stycznia 2011  | 28 marca 2011     |                   |
|       | 2     | 12      | 25 września 2011  | 11 grudnia 2011      | 28 listopada 2011 | 2 stycznia 2012   |                   |
|       | 3     | 12      | 16 września 2012  | 2 grudnia 2012       | 17 września 2012  | 3 grudnia 2012    |                   |
|       | 4     | 12      | 8 września 2013   | 24 listopada 2013    | 4 listopada 2013  | 6 stycznia 2014   |                   |
|       | 5     | 8       | 7 września 2014   | 26 października 2014 | 15 września 2014  | 3 listopada 2014  |                   |

## Nagrody
Serial zdobył dwa Złote Globy w 2011 roku za najlepszy serial dramatyczny i najlepszego aktora w serialu dramatycznym. Otrzymał również nagrody Amerykańskiej Gildii Kostiumologów za najlepsze kostiumy w serialu historycznym i Amerykańskiej Gildii Dźwiękowców za najlepszy dźwięk w serialu telewizyjnym.